# Gran Premi dels Països Baixos del 1976
Resultats del Gran Premi dels Països Baixos de Fórmula 1 de la temporada 1976, disputat al Circuit de Zandvoort, el 29 d'agost del 1976.

## Resultats
| Pos | No | Pilot                    | Equip                  | Voltes | Temps/ Retirada  | Pos. de sortida | Punts |
| --- | -- | ------------------------ | ---------------------- | ------ | ---------------- | --------------- | ----- |
| 1   | 11 | James Hunt               | McLaren - Ford         | 75     | 1h 44' 52. 09    | 2               | 9     |
| 2   | 2  | Clay Regazzoni           | Ferrari                | 75     | + 0.92 s         | 5               | 6     |
| 3   | 5  | Mario Andretti           | Lotus - Ford           | 75     | + 2.09 s         | 6               | 4     |
| 4   | 16 | Tom Pryce                | Shadow - Ford          | 75     | + 6.94 s         | 3               | 3     |
| 5   | 3  | Jody Scheckter           | Tyrrell - Ford         | 75     | + 22.46 s        | 8               | 2     |
| 6   | 9  | Vittorio Brambilla       | March - Ford           | 75     | + 45.03 s        | 7               | 1     |
| 7   | 4  | Patrick Depailler        | Tyrrell - Ford         | 75     | + 56.28 s        | 14              |       |
| 8   | 19 | Alan Jones               | Surtees - Ford         | 74     | + 1 Volta        | 16              |       |
| 9   | 12 | Jochen Mass              | McLaren - Ford         | 74     | + 1 Volta        | 15              |       |
| 10  | 17 | Jean Pierre Jarier       | Shadow - Ford          | 74     | + 1 Volta        | 20              |       |
| 11  | 38 | Henri Pescarolo          | Surtees - Ford         | 74     | + 1 Volta        | 22              |       |
| 12  | 25 | Rolf Stommelen           | Hesketh - Ford         | 72     | + 3 Voltes       | 25              |       |
| Ret | 22 | Jacky Ickx               | Ensign - Ford          | 66     | Part elèctrica   | 11              |       |
| Ret | 39 | Boy Hayje                | Penske - Ford          | 63     | Palier           | 21              |       |
| Ret | 8  | Carlos Pace              | Brabham - Alfa Romeo   | 53     | Pèrdua d'oli     | 9               |       |
| Ret | 26 | Jacques Laffite          | Ligier - Matra         | 53     | Pèrdua d'oli     | 10              |       |
| Ret | 10 | Ronnie Peterson          | March - Ford           | 52     | Pressió de l'oli | 1               |       |
| Ret | 24 | Harald Ertl              | Hesketh - Ford         | 49     | Virolla          | 24              |       |
| Ret | 28 | John Watson              | Penske - Ford          | 47     | Caixa canvi      | 4               |       |
| Ret | 27 | Larry Perkins            | Boro - Ford            | 44     | Accident         | 19              |       |
| Ret | 30 | Emerson Fittipaldi       | Fittipaldi - Ford      | 40     | Part elèctrica   | 17              |       |
| Ret | 7  | Carlos Reutemann         | Brabham - Alfa Romeo   | 11     | Embragatge       | 12              |       |
| Ret | 6  | Gunnar Nilsson           | Lotus - Ford           | 10     | Accident         | 13              |       |
| Ret | 34 | Hans Joachim Stuck       | March - Ford           | 9      | Motor            | 26              |       |
| Ret | 18 | Conny Andersson          | Surtees - Ford         | 9      | Motor            | 18              |       |
| Ret | 20 | Arturo Merzario          | Wolf - Williams - Ford | 5      | Accident         | 23              |       |
| NVQ | 40 | Alessandro Pesenti Rossi | Tyrrell - Ford         |        |                  |                 |       |

## Altres
- Pole: Ronnie Peterson 1' 21. 31

- Volta ràpida: Clay Regazzoni 1' 22. 59 (a la volta 49)